# Polygonum lacerum
Polygonum lacerum är en slideväxtart som beskrevs av Carl Sigismund Kunth. Polygonum lacerum ingår i släktet trampörter, och familjen slideväxter. Inga underarter finns listade i Catalogue of Life.